# Værøy kommun
Værøy kommun (norska: Værøy kommune) är en  ökommun, i den yttre delen av Lofoten i Nordland fylke i norra Norge. Kommunen består av huvudön Værøya och den mindre Mosken samt omkringliggande skär. Centralort är tätorten Sørland. Den har Moskenesøya i nordöst och Røst i sydväst som närmaste grannar. Fisket sysselsätter på något sätt de flesta av invånarna i kommunen, som 2016 hade totalt hade 744 invånare.

## Administrativ historik
Som andra norska kommuner grundades Værøy kommun på 1830-talet. 1928 delades kommunen i Røsts och i Værøy kommuner.

## Geografi och klimat
Klimatet är havsklimat och är blåsigt och fuktigt, med liten skillnad mellan årstiderna. Værøy är känd bland meteorologer för att vara den nordligaste plats (67°40′N) i världen som inte har vinter (under 0° C) någon månad enligt genomsnittsstatistiken.

## Ekonomi och kommunikationer
Huvudnäringen är fiskeriindustrin, som är speciellt inriktad på produktion av torrfisk. Även sportfiske är en inkomstkälla för ön, och man fiskar främst gråsej, hälleflundra och torsk – den senare når ofta stor storlek runt Værøy.
Från Værøya stammar norsk lundehund, en hundras som framavlats för jakt på lunnefågel. Numera är jakt på lunnefågel avskaffad.
För att ta sig ut till ön åker man antingen färja eller helikopter från Bodø. I centralorten Sørland finns en helikopterflygplats.
Flygplatsen vid den mindre orten Nordland på nordsidan av ön är stängd för reguljär trafik, efter en olycka 1990. Den är dock tillgänglig för privat trafik med mindre flygplan.
Nordland och Sørland är förbundna med en bilväg (fylkesväg 7588) längs med östsidan av ön.

## Befolkning
Sørland är kommunens centralort och enda tätort. Den har en skyddad hamn och är centrum för öns fiskerinäring. Vid ingången av 2016 var ortens invånarantal 636 invånare; i kommunen i övrigt (alla bosatta på huvudön) bodde då drygt 100 invånare. I slutet av 2016 fanns 744 invånare i kommunen, tre mer än fem år tidigare.
Det numera övergivna fiskeläget Måstad hade i början av 1900-talet runt 150 invånare. Måstad är beläget på den sydvästra halvön, vägmässigt isolerat från den övriga ön. Numera arrangeras turistvandringar till den övergivnina bebyggelsen, via en stig från öns centrum.

## Tätorter
I Værøy kommun finns en tätort:
- Sørland (centralort)

## Socknar
Inom Norska kyrkan motsvaras Værøy kommun av Værøy socken i Bodø domprosteri i Sør-Hålogalands stift.

## Bilder

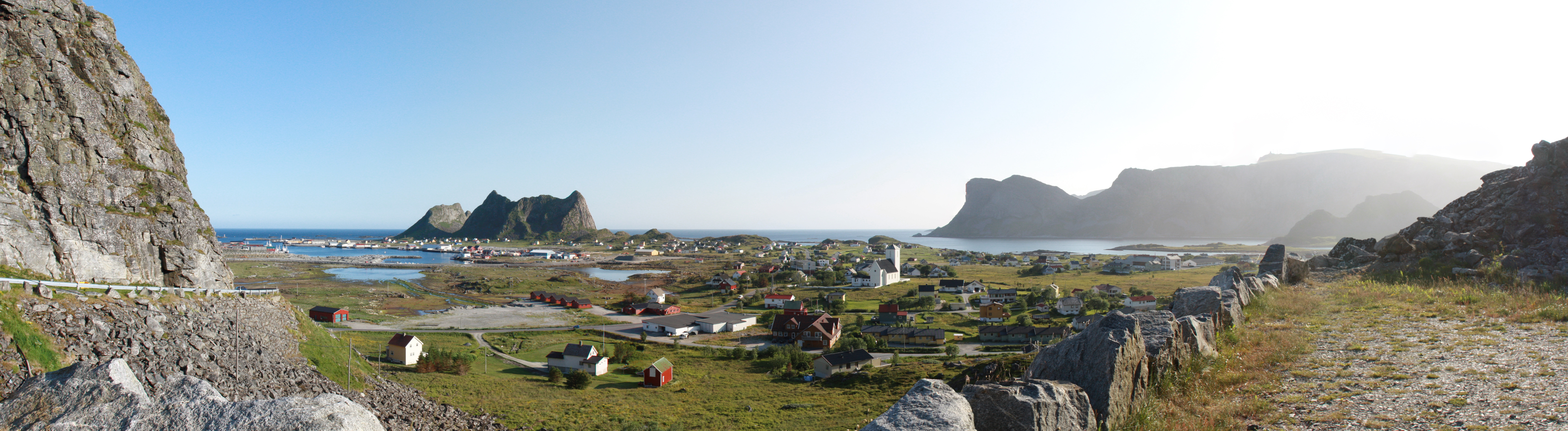
Vy över Sørland, den enda tätorten i kommunen.
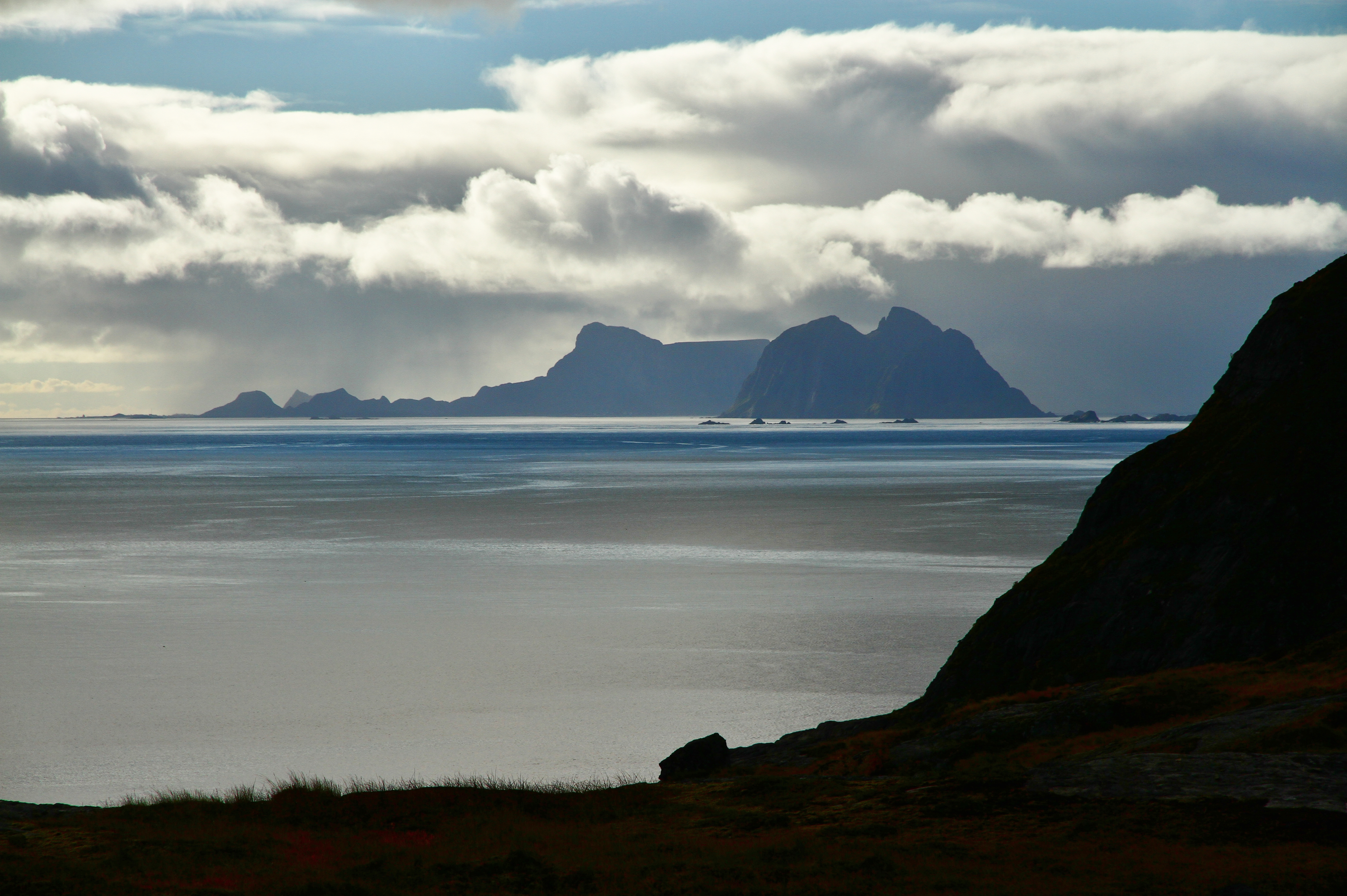
Mosken (t.h.) och Værøya, sedda från Litlandstabben nära Å i Moskenes kommun.
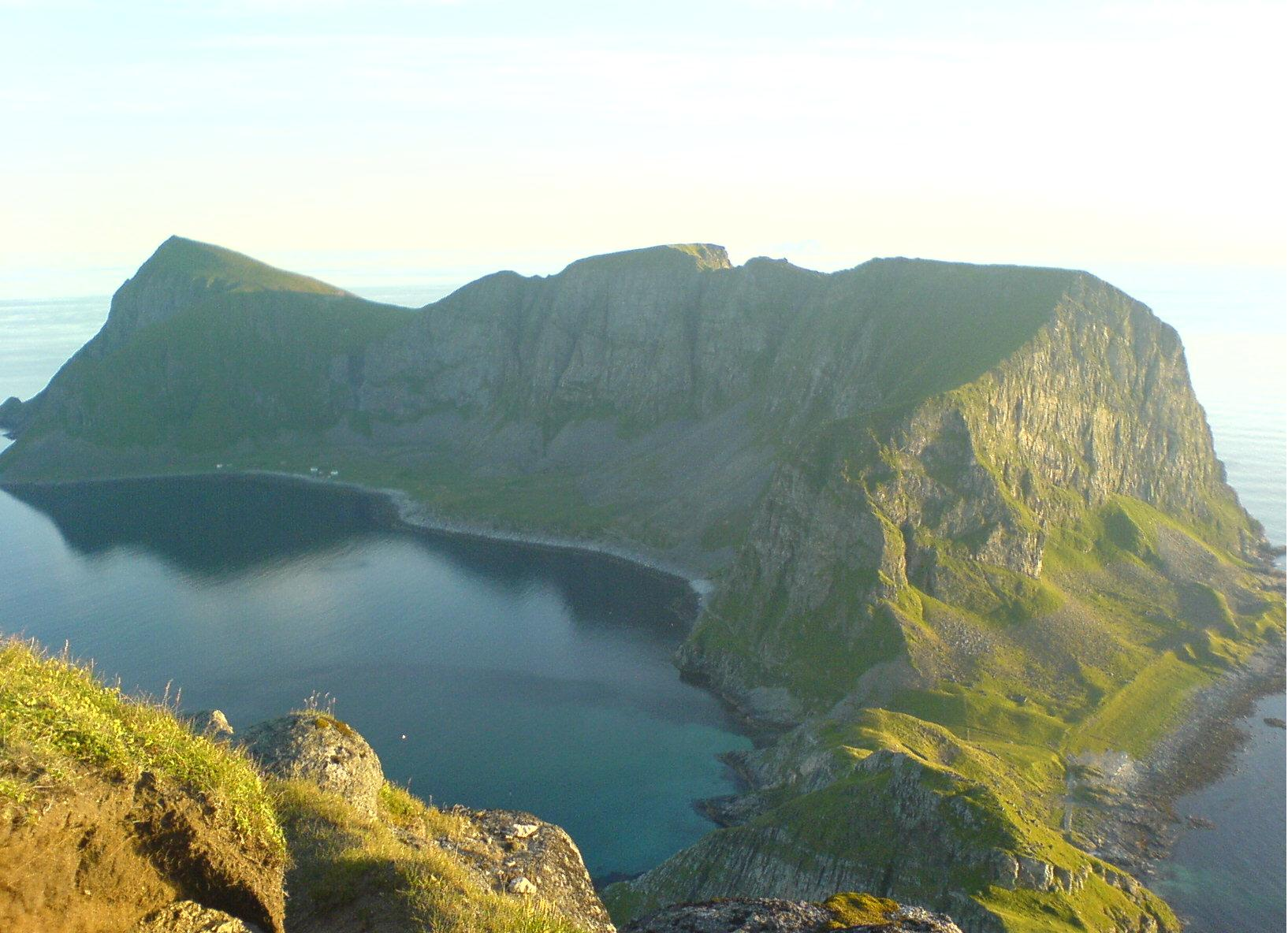
Den sydvästra halvön med det tidigare fiskeläget Måstad.
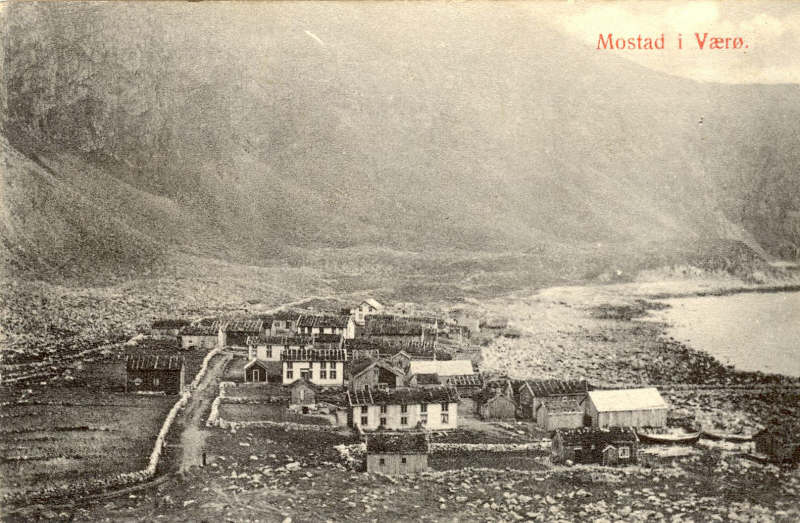
Måstad år 1900.